# André-Pierre Nicolle
André-Pierre Nicolle, francoski general, * 1880, † 1966.